# Respawn
Respawn – odrodzenie się postaci niezależnej bądź gracza lub przedmiotu po uprzednim jej zabiciu, zniszczeniu lub przejęciu. Spawn to miejsce ich pierwotnego pojawienia się w grze.
Termin respawn pojawił się po raz pierwszy w odniesieniu do gry wieloosobowej Doom z 1993 roku, wyprodukowanej przez id Software. Był później stosowany wielokrotnie w przypadku innych gier wieloosobowych. Jednakże respawn odnosi się także do gier jednoosobowych, w których awatar posiada możliwość kontynuowania rozgrywki po własnej śmierci poprzez wczytanie przez gracza stanu gry bądź powrotu do punktu kontrolnego. Miejsce, w którym pojawiają się uśmiercone wcześniej awatary, nazywane jest spawn point.
Znane są również inne pojęcia związane z respawnem postaci w grach wieloosobowych, m.in. (re)spawn killing, czyli zabijanie w miejscu odrodzenia, zaraz po odrodzeniu postaci w grze. Taka metoda zdobywania fragów jest potępiana przez społeczność graczy i uznana za niehonorową. Aby zapobiec takim nieuczciwym praktykom, twórcy gier komputerowych wprowadzają systemy umożliwiające wykrycie przez gracza zabójcy jego awatara, np. Kill Cam w Call of Duty i Halo 4, bądź poprzez chwilowe unieśmiertelnienie gracza przez kilka sekund (Deus Ex).